# Armando de Godoy
Armando de Godoy (1876-1944) foi um urbanista brasileiro.
Formou-se em engenharia na Escola Politécnica do Rio de Janeiro, tendo trabalhado posteriormente na prefeitura do Rio de Janeiro - onde se manteria ao longo de toda a sua carreira. Publicou diversos artigos sobre urbanismo, acompanhando a tendência dos urbanistas da época.
O projeto urbanístico mais relevante sobre o qual Godoy teve influência foi o da construção da cidade de Goiânia. Godoy não foi o autor do plano-piloto de Goiânia, cuja autoria é de Attilio Corrêa Lima, mas foi o idealizador de transformações significativas no projeto original da cidade. A mais importante de tais alterações - introduzida após a demissão de Atílio Correa Lima do cargo de responsável pelo planejamento da cidade - resultou no atual Setor Sul.

## Escrito
- (1943). A Urbs e seus problemas. Rio de Janeiro, Jornal do Comércio.